# 2. Panzergrenadierdivision (Bundeswehr)
Die 2. Panzergrenadierdivision war eine Division des Heeres der Bundeswehr mit Sitz des Stabes zuletzt in Kassel. Die Division war dem III. Korps unterstellt und wurde 1994 außer Dienst gestellt. Truppenteile der Division waren vorwiegend in Hessen und Niedersachsen stationiert.

## Geschichte

### Heeresstruktur I+II
Die Division wurde 1956 (Heeresstruktur I) als 2. Grenadierdivision in Kassel aus vormaligen Angehörigen des Grenzschutzkommandos Mitte des Bundesgrenzschutzes aufgestellt und dem Heeresstab II (spätere Bezeichnung: II. Korps) unterstellt. Der Division unterstanden in Brigadestärke zu Beginn die Kampfgruppe A 2 mit den Grenadierbataillonen 2 und 22, die Kampfgruppe B 2 mit den Grenadierbataillonen 12 und 32 sowie das Feldartillerieregiment 2. Als Divisionstruppen waren zugeordnet
- Fernmeldebataillon 2,
- Panzerbataillon 2,
- Pionierbataillon 2,
- Flugabwehrbataillon 2,
- Panzerjägerbataillon 2,
- Quartiermeisterkompanie 2 und das
- Musikkorps IV.

1957 verlegte das Divisionskommando nach Gießen. Im gleichen Jahr wurde das neu aufgestellte Grenadierbataillon 42 der Division unterstellt. Zudem wechselte die Division vom II. Korps zum neu aufgestellten III. Korps in Koblenz, und der Großverband wurde in die NATO-Strukturen eingebunden. 1958 wurde das neu aufgestellte Pionierbataillon 5 der Division unterstellt und es erfolgte die Aufstellung der dritten Kampfgruppe (C 2) mit den Panzergrenadierbataillonen 41, 42 und 43.
1959 erfolgte dann im Zuge der Heeresstruktur 2 schließlich die Umbenennung in 2. Panzergrenadierdivision, die Kampfgruppen A 2, B 2 und C 2 wurden in Panzerbrigade 6, Panzergrenadierbrigade 5 und Panzergrenadierbrigade 4 umbenannt. Der Stab der Division verlegte nach Marburg.

### Heeresstruktur III
Im Zuge der Heeresstruktur 3 wurde die Division am 1. Oktober 1970 zur 2. Jägerdivision, analog dazu die Panzergrenadierbrigade 4 zu einer Jägerbrigade, die Grenadierbataillone zu Jägerbataillonen umgegliedert. 1974 verlegte das Divisionskommando wieder nach Kassel (Lüttich-Kaserne). In Erprobung des Heeresmodells 4 wurde die neu aufgestellte Panzerbrigade 34 1975 der Division unterstellt. 1976 schied die Panzerbrigade 6 aus der Division aus und wurde der 5. Panzerdivision unterstellt. Die Hessische Division, wie die Zwote auch genannt wurde, war zu dieser Zeit mit mehr als 22.000 aktiven Soldaten die stärkste Division des Heeres und hatte zum Beispiel mehr Soldaten als das NATO-Mitglied Norwegen unter Waffen.

### Heeresstruktur IV
Die Heeresstruktur 4 erbrachte 1980 die erneute Umbenennung in 2. Panzergrenadierdivision. Analog erhielt die Jägerbrigade 4 die Bezeichnung Panzergrenadierbrigade 4. 1981 wurde die Panzerbrigade 34 in die neue Panzerbrigade 6 ein-/umgegliedert. Der Division unterstanden damit die folgenden Verbände und Einheiten:
- Panzergrenadierbrigade 4 (Göttingen)
- Panzergrenadierbrigade 5 (Homberg)
- Panzerbrigade 6 (Hofgeismar)
- Artillerieregiment 2 (Marburg)
  - Feldartilleriebataillon 21 (Schwalmstadt)
  - Raketenartilleriebataillon 22 (Schwalmstadt)
  - Beobachtungsbataillon 23 (Stadtallendorf)
- Panzeraufklärungsbataillon 2 (Hessisch Lichtenau)
- Panzerjägerkompanie 130 Sontra
- Flugabwehrregiment 2 (Kassel)
- Pionierbataillon 2 (Hann. Münden)
- Instandsetzungsbataillon 2 (Kassel)
- Nachschubbataillon 2 (Kassel)
- Sanitätsbataillon 2 (Marburg)
- ABCAbwehrKompanie 2 (Zweibrücken)
- Fernmeldebataillon 2 (Fuldatal)
- Fernmeldekompanie 2 (EloKa) (Frankenberg)
- Jägerbataillon 26 (nicht aktiv) (Wolfhagen)
- Jägerbataillon 27 (nicht aktiv) (Fuldatal)
- Sicherungsbataillon 28 (nicht aktiv) (Frankenberg)
- Feldersatzbataillone 21 bis 25 (nicht aktiv)
- Heeresfliegerstaffel 2 (Fritzlar)
- Heeresmusikkorps 2 (Kassel)

Nach Ende des Kalten Krieges wurde die 2. PzGrenDiv 1994 außer Dienst gestellt.

## Verbandsabzeichen
Das Verbandsabzeichen zeigte den hessischen Löwen in Rot und Silber auf silbern-roten Grund, wie er auch im hessischen Landeswappen in ähnlicher Farbgebung zu finden ist. Wie für ein Verbandsabzeichen der Division üblich, war das Verbandsabzeichen mit einer silbernen (weißen) Kordel mit schwarzen eingeflochtenen Wappen eingefasst. Nur durch diese Umrandung unterschied es sich vom Verbandsabzeichen der unterstellten Brigaden.
Nach Auflösung der Division wird das Verbandsabzeichen weiterhin als Verbandsabzeichen des Heeresmusikkorps Kassel fortgeführt.

## Weiterführender Artikel
Vollständige Gliederung der Division in allen Heeresstrukturen, siehe Artikel Ehemalige Heeresverbände der Bundeswehr.

## Divisionskommandeure
| Nr. | Name                   | Beginn der Berufung | Ende der Berufung |
| --- | ---------------------- | ------------------- | ----------------- |
| 15  | Wolfgang Estorf        | 1991                | 1994              |
| 14  | Hans Grillmeier        | 1987                | 1991              |
| 13  | Carl-Helmuth Lichel    | 1984                | 1987              |
| 12  | Manfred Fanslau        | 1981                | 1984              |
| 11  | Werner Schäfer         | 1979                | 1981              |
| 10  | Fritz von Westerman    | 1976                | 1979              |
| 9   | Carl-Gero von Ilsemann | 1971                | 1976              |
| 8   | Rolf Juergens          | 1970                | 1971              |
| 7   | Ernst Ferber           | 1967                | 1969              |
| 6   | Werner Drews           | 1964                | 1967              |
| 5   | Klaus Müller           | 1961                | 1964              |
| 4   | Ottomar Hansen         | 1960                | 1961              |
| 3   | Alfred Zerbel          | 1958                | 1960              |
| 2   | Friedrich Foertsch     | 1957                | 1958              |
| 1   | Otto Schaefer          | 1956                | 1957              |